# Josie Rizal
Josie Rizal es un personaje ficticio de la saga de juegos de lucha Tekken. Fue confirmado su debut en el juego Tekken 7. Es el primer personaje nacido en Filipinas en la serie.
De origen filipino, es representada como una joven atormentada por su pasado que ha volcado todas sus frustraciones en la lucha.

## Diseño
La inclusión de Josie Rizal en Tekken 7 hizo estallar la polémica en Filipinas. Josie se basó en José Rizal, un revolucionario filipino del siglo XIX. El Consejo Nacional de Cultura y Artes de Filipinas demandó que el personaje dañaba la imagen del país. El productor de la saga Tekken, Katsuhiro Harada, afirmó que no cambiaría ni un ápice al personaje, y que si ocasionaba más malestar al CNCA filipino lo borraría antes que hacerlo.
Diseñada por Mari Shimazaki, Josie Rizal es representada como una joven de pelo moreno corto y piel olivácea. Su indumentaria incluye los colores de la bandera de Filipinas; en su cabeza porta una bandana roja con dos puntas que sobresalen; viste una chaqueta amarilla con mangas en forma de campana y escote en forma de V; una minifalda azul sujeta por un cinturón hecho de flores rojas; porta unas botas amarillas que terminan en la parte inferior de las rodillas.

## Historia
Josie Rizal hace su mejor esfuerzo para ayudar a su familia manteniendo dos trabajos: uno como modelo y otro como luchadora profesional de kick boxing. Un día, mientras iba corriendo hacia su lugar habitual de entrenamiento entre las montañas, fue repentinamente confrontada por una criatura enorme y peluda.
Josie gritó y luego huyó en lágrimas, pero la criatura la persiguió a un paso fuerte. Al darse cuenta de que tenía pocas posibilidades de escapar, Josie frenó bruscamente, y luego giró temblorosa, para enfrentarse a su feroz enemigo.